# Taalboekenprijs
De Taalboekenprijs is een prijs voor het beste Vlaamse of Nederlandse taalboek dat voor een breed publiek bestemd is en relevant is voor de taalkunde. Aan de prijs is een oorkonde en een bedrag van 3000 euro verbonden.

## Geschiedenis
In 2019 werd de prijs ingesteld door het Genootschap Onze Taal, waarbij men samenwerkte met het Algemeen-Nederlands Verbond en de krant Trouw.

## Winnaars
Winnaars van de Taalboekenprijs zijn:
- 2019: Babel van Gaston Dorren[3][4]
- 2020: 15 eeuwen Nederlandse taal van Nicoline van der Sijs[5][6]
- 2021: Alles begint met A van Diedrik van der Wal[7][8][9]
- 2022: Vertalen in de Nederlanden van Dirk Schoenaers, Theo Hermans, Inger Leemans, Cees Koster en Ton Naaijkens[10][11][12]
- 2023: Het n-woord van Ewoud Sanders[13][14]
- 2024: De Tawl van Philip Dröge[15][16]